# Межледниковье
Межледниковье (межледниковая эпоха, интергляциал) — интервал времени внутри ледникового периода, разделяющий соседние ледниковые эпохи.

## Межледниковья и оледенения

Изменения температуры за последние 5 миллионов лет. Заметно похолодание четвертичного периода (начался около 2,6 миллиона лет тому назад) и смена частоты оледенений (около 1,1 миллиона лет тому назад)

Текущий геологический период, четвертичный период, характеризуется соотношением между оледенениями и межледниковьями около 8:2 (то есть, «типичным» состоянием является оледенение), с длительностью межледниковий около 20 тысяч лет. Периодичность ледниковых эпох в четвертичный период первоначально составляла 41 тысячу лет; с 1,1 миллиона лет до нашей эры по настоящее время составляла около 100 тысяч лет.
Климат Земли не всегда характеризовался сменой межледниковий и ледниковых эпох. Примером устойчивого тёплого климата является период палеогена (длительностью около 40 миллионов лет).

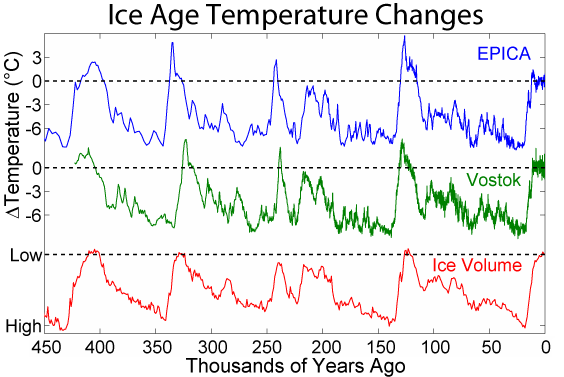
Температуры и объём льда за несколько последних ледниковых периодов. Заметно соотношение длительностей межледниковий и оледенений.

Период наивысших температур каждого межледниковья называется его климатическим оптимумом.

## Текущее межледниковье
Современное межледниковье, сменившее период похолодания, так называемый «поздний дриас», называется голоценом и началось примерно 12 тысяч лет тому назад. Климатический оптимум голоцена (также называемый Атлантическим оптимумом), с температурами на 1-3 градуса Цельсия выше, чем современные, продолжался примерно с девяти до пяти тысяч лет тому назад.
Оценки вероятной длительности голоцена варьируются от 10 000 лет до 20 000 лет; окончание голоцена и новая ледниковая эпоха ожидаются через несколько тысяч лет.

## Исторические межледниковья
- В каргинском межледниковье Западно-Сибирской равнины выделяют три этапа: шурышкарское-сургутское потепление 50—44 тыс. л. н., золотомысское потепление 41—35 тыс. л. н. и верхнелобановское потепление 29—24 тыс. лет назад[6]. По другим данным каргинское потепление началось 39,5 тыс. л. н., закончилось — 22,08 тыс. лет назад[7]. Соответствует первой половиной средневалдайского межледниковья на Русской равнине[8]
- Молого-шекснинское межледниковье (брянский или средне-валдайский интерстадиал) около 45—35 тыс. лет назад — 32—24 тыс. лет назад[9]. Отделяло тверское оледенение от осташковского или поздневалдайского (поздняя стадия валдайского оледенения). Начало интерстадиала Хенгело[нем.][10] датируют 44 682 годом до н. э. (Weismüller, W II/III-2-Interstadial)[11], 44 381 год до н. э.[12] и 43 203 год до н. э. (калиброванные даты), что соответствует осцилляции Дансгора — Эшгера (DO) 12[13]
- Микулинское межледниковье (от названия посёлка Микулино), между 128 000 и 117 000 л. н. (или ~140/145—70 тыс. л. н., МИС 5[14]). Также носит названия Эемского, Казанцевского[15] (в России), Сангамонского[англ.] (в Северной Америке) или Рисс-Вюрм. Отделяет рисское (московское) оледенение от валдайского (калининского, вюрмского, висконсинского)[16]
- Третий интерстадиал днепровского времени (155 тыс. л. н.)[17]
- Второй интерстадиал днепровского времени (172 тыс. л. н.)[17]
- Первый (раннеднепровский) интерстадиал днепровского времени (184 тыс. л. н.)[17]
- Черепетьское межледниковье (~235—200 тыс. л.н., МИС 7[14])
- Чекалинское межледниковье (~340—280 тыс. л. н.; МИС 9 и начало МИС 8)[14]
- Гольштейнское межледниковье[англ.] коррелирует с двумя различными морскими изотопными стадиями: MIS 11 (424—374 тыс. л. н.) и MIS 9 (337—300 тыс. л. н.)
- Лихвинское межледниковье (~455—360 тыс. л. н., МИС 11) по сравнению с климатом других межледниковых эпохи неоплейстоцена было наиболее тёплым и сухим[14]
- Икорецкое межледниковье (0,4278—0,424 млн л. н.)[18]
- Кромерское межледниковье[англ.], между 800 000 и 480 000 лет назад. Выделяют:
  - Мучкапское межледниковье (0,621—0,563 млн л. н. или ~610—535 тыс. л. н.) на территории Восточно-Европейской равнины отличалось от двух предшествующих межледниковий значительно большей влагообеспеченностью[14]
  - Ильинское межледниковье (0,712—0,676 млн л. н.)[18] с донским оледенением между ними. Ильинское межледниковье подразделяют на:
    - Семилукское (позднеильинское) межледниковье (~710—660 тыс. л.н., МИС 17[14])
    - Гремячьевское (раннеильинское) межледниковье с девицким (внутриильинским) похолоданием между ними[19].
- Михайловское межледниковье, между 800 и 730 тыс. лет назад (Петропавловское межледниковье[19]), окончившееся покровским похолоданием (730—670 тыс. лет)
- Ваальское межледниковье, между 1 300 000 и 900 000 лет назад
- Тегеленское межледниковье[англ.], между 2 000 000 и 1 600 000 лет назад